# 三家蒙古族乡
三家蒙古族乡是中华人民共和国辽宁省朝阳市建平县下辖的一个民族乡。

## 行政区划
三家蒙古族乡下辖以下村级行政区划单位：
华龙社区、五家村、三家村、南四家村、北四家村、新安村、新乃里村、房身村、东胡素台村、小新地村、富和村、嘎岔村、扫虎沟村、西胡素台村和五十家子村。

## 特产
建平三家的“荞麦碗坨”在清朝时就闻名遐迩。1738年，乾隆帝北巡承德，喀喇沁扎萨克杜棱郡王向乾隆帝敬献了荞麦碗坨，乾隆帝品尝后称赞：“难得佳品，唯有碗坨也。”宴后遂御笔赐字：三家一绝。